# ورنون جورج والدگریو کل
ورنون جورج والدگریو کل (انگلیسی: Vernon Kell؛ ۲۱ نوامبر ۱۸۷۳ – ۲۷ مارس ۱۹۴۲) نظامی و افسر اطلاعاتی اهل بریتانیا بود. وی همچنین برندهٔ جوایزی همچون نشان امپراتوری بریتانیا و نشان حمام شده‌است.